# Quasillina richardi
Quasillina richardi är en svampdjursart som beskrevs av Topsent 1913. Quasillina richardi ingår i släktet Quasillina och familjen Polymastiidae. Inga underarter finns listade i Catalogue of Life.